# Kálnay Adél
Kálnay Adél (Ózd, 1952. február 5. –) magyar pedagógus, József Attila-díjas költő, író. 

## Életútja
Édesapja Kálnay István, édesanyja Wollner Adél. A középiskolát a József Attila Gimnáziumban végezte, majd Sárospatakon szerzett tanítói oklevelet a Comenius Tanítóképző Intézetben, 1974-ben. Egy év budapesti tanítás után (Pattogós utcai Általános Iskola) Dunaújvárosba költözött, s azóta tanít a Petőfi Sándor Általános Iskolában. Első házasságából született három fia (Szentimrey Péter), Szentimrey Tamás (1976), Szentimrey Gergely (1978). Második házasságát 1989-ben kötötte Gyöngyössy Csabával, lányuk Gyöngyössy Fanni (1990). 

## Írói munkássága

### Könyvek, önálló kötetek
1. Zsuzsi (meseregény) Szekszárd. 1990, Babits Kiadó. 69 p.
2. Fénykép anyám kezében (elbeszélések) Dunaújváros. 1992, Pantaleon Kulturális Egyesület. 104 p.
3. Tündérek éneke (verses képeskönyv, Tényi Kata illusztrációival) Budapest. 1993, Budapesti Könyvkereskedelmi Kft. 8 p.
4. Szindbád ismét elindul (elbeszélések) Székesfehérvár. 1994, Árgus Kiadó, Széphalom Könyvműhely. 134 p.
5. Tél (kisregény) Budapest. 1994, Z – füzetek, 58. 44 p.
6. Kövek ideje (elbeszélések) Székesfehérvár. 1996, Árgus Kiadó, Széphalom Könyvműhely. 228 p.
7. Szivárványország (meseregény, ill.: Tényi Kata) Miskolc. 1997, Felsőmagyarország Kiadó. 80 p.
8. Szivárványország (ezoterikus történet, ill.: Tényi Kata) Veszprém. 1998, Emil Coué Egyesület. 92 p.
9. Örökség (elbeszélések) Budapest. 1999, Kortárs Kiadó. 178 p.
10. Titkok egy régi kertben (meseregény) Dunaújváros. 2000, Dunatáj Kiadó. 117. p. ; Pécs, 2006. Alexandra Kiadó. 120. p.
11. Törött tükör (válogatott és új novellák) Budapest. 2002, Kortárs Kiadó. 276. p.
12. Dani és Veronika (mesefüzet, ill.: Igor Lazin) Budapest. 2002, Kismama folyóirat melléklete. 23. p.
13. Szivárványország (meseregény, ill.: Nagy Péter) Pécs. 2004, Alexandra Kiadó. 109 p.
14. Háborús történet (regény) Pécs. 2005, Alexandra Kiadó. 164. p.
15. Tündérhajszál. (Mesék kicsiknek, nagyoknak) Pécs, 2007. Alexandra Kiadó. 110. p.
16. Az igazi ajándék (meseregény) Pécs, 2008. Alexandra Kiadó. 72. p.
17. Tükör (versek, Egresi Zsuzsa rajzaival) Dunaújváros, 2008. Tao-2001 Bt. 96. p.
18. Hamvadó idő (regény) Tiszatáj kiadó 2011.
19. Régi képek; Tiszatáj Alapítvány, Szeged, 2015 (Tiszatáj könyvek)
20. Embermesék, tündérmesék; AJ Téka, Szeged, 2016
21. Tündérhajszál. Foglalkozz velem!; Tiszatáj Alapítvány, Szeged, 2018 (Tiszatáj könyvek)
22. Ami marad; AJ Téka, Szeged, 2018
23. Szivárványország. Utazz velem!; Tiszatáj Alapítvány, Szeged, 2018 (Tiszatáj könyvek)

### Antológiák
- 1. Körkép 93. Huszonhét mai magyar író kisprózája; szerk.: Hegedős Mária. Budapest. 1993, Magvető
- 2. Élet és Irodalom Antológia; szerk.: Dérczy Péter, Szikszai Károly, Tóth Erzsébet. Budapest. 1995, Pesti Szalon, Élet és Irodalom
- 3. Szeretem a könyvet és hiszek benne; A Fekete István Irodalmi Társaság pályázatának díjazott művei. Ajka. 1995, Fekete István Irodalmi Társaság
- 4. Közelítés; szerk.: Stumpf István. Budapest. 1995, Ezredforduló Alapítvány
- 5. Körkép 96. Huszonnyolc mai magyar író kisprózája; szerk.: Körmendy Zsuzsa. Budapest. 1996, Magvető
- 6. Provincia Nostra. Ózdi írók antológiája. Budakalász. 1997, Szószabó Studió
- 7. Körkép 98. Huszonhárom mai magyar író kisprózája (Szerk.: Körmendy Zsuzsanna). Budapest. 1998, Magvető
- 8. Az élet habos oldala. Magyar Sörirodalmi Antológia. Budapest. 1998, Magyarországi Sörivók Kulturális Egyesülete
- 9. Körkép 1999. Huszonhárom mai magyar író kisprózája (Szerk.: Körmendy Zsuzsanna). Budapest. 1999, Magvető
- 10. Helyszínlelés. Antológia 30 Fejér megyében élő költő, író műveiből. Szerk.: Péntek Imre). Székesfehérvár. 1999, Árgus Kiadó, Vörösmarty Társaság
- 11. Königreich am Rande... (Szerk.: Dalos György) München. 1999, Wilhelm Heyne Verlag
- 12. Új Üzenet. Dunaújvárosi antológia (Szerk.: Pásztor Bertalan). Dunaújváros. 2000, Dunatáj Kiadó
- 13. Hamvadó idő. Antológia a füstölgés szenvedélyéről (Szerk.: Kovács Gábor, Vétek György). Budapest. 2000, Quóta Bt.
- 14. Körkép 2001. Huszonhárom magyar író kisprózája (Szerk.: Körmendy Zsuzsanna). Budapest. 2001, Magvető
- 15. Körkép 2002 (Szerk.: Körmendy Zsuzsanna). Budapest. 2002, Magvető
- 16. Az év novellái 2002 (Szerk.: Nagy Gábor). Budapest. 2002, Magyar Napló
- 17. Az év novellái 2003 (Szerk.: Nagy Gábor). Budapest. 2003, Magyar Napló
- 18. Az év novellái 2004 (Szerk Bíró Gergely). Budapest. 2004, Magyar Napló
- 19. Sorsunk és Jellemünk. Kortársak otthonról, közérzetről, jövőképről (Szerk.: Raffay István). Veszprém. 2004, Új Horizont
- 20. Novellisták könyve. 68 novella, portré, (ön)életrajz, miniesszé (Szerk.: Kőrössi P. József) Budapest. 2005, Noran
- 21. Körkép 2006 (Szerk.: Boldizsár Ildikó, Sárközy Bence). Budapest. 2006, Magvető
- 22. Kellei György: Hárs a Tagore sétányon (A Quasimodo-emlékdíj 15 éves története) Balatonfüred. 2007, Balatonfüred Városért Közalapítvány
- 23. Nordahl & eftf. 3&4, 2007. Ungarsk Samtidslitteratur (Szerk.: Ferenc Kovács) Oslo. 2007, Jung Forlag DA
- 24. Miroir hongrois (Onze nouvelles, szerk.: Clara Tessier, Kati Jutteau). Paris. 2008, L’Harmattan
- 25. Maláta antológia (Szerk.: Kovács Gábor) Budapest. 2009, Quóta Bt.
- 26. Rejtőzködő versek könyve (szerk.: Kassai Tibor) Budapest. 2009, Hungarovox Kiadó
- 27. „Szeretem a könyvet és hiszek benne” (szerk.: Gáspár János) Ajka. 2009, Fekete István Irodalmi Társaság

### Kritikák, interjúk

#### 1993
- 1. Bakonyi István: Kálnay Adél: Fénykép anyám kezében. Árgus. 4. évf. 2. sz. (márc.-ápr.) 94. p.

#### 1994
- 2. Péntek Imre: Változatok magányra. Fejér Megyei Hírlap. 50. évf. 131. sz. (jún. 7.) 7. p.
- 3. (-rt-) Hazalátogatott Kálnay Adél író. Maholnap. 5. évf. 23. sz. (június 10.) 8. p.
- 4. Nyulasi Zsolt: Utazás időben, térben. A hírlap. 5. évf. 120. sz. (június 13.) 5. p.
- 5. Bakonyi István: Akikkel a könyvet ünnepeltük. Fehérvári Hét. 6. évf. 23. sz. (jún. 16.) 13. p.
- 6. Tót H. Zsolt: A titok létezése. Életünk. 32. évf. 12. sz. (december) 1116-1119. p

#### 1995
- 7. Péntek Imre: Búcsú, fényképekkel. Fejér Megyei Hírlap. 51. évf. 8. sz. (június 10.) 7. p.
- 8. Tóth Sára: "Mi van az ajtón túl... " Holmi. 7. évf. 1. sz. (január) 135-137. p.
- 9. Mohás Lívia: Fénykép anyám kezében. Rádió és Televízió Újság. 45. sz. (november 6-12.), 4. p.
- 10. Budai Katalin: Gyilkos asszony balladája. Élet és Irodalom. 39. évf. 46. sz. (november 17.) , 18. p.
- 11. Bokányi Péter: Kálnay Adél. Szindbád ismét elindul. Kortárs. 39. évf. 8. sz. (aug.) 110-111. p.
- 12. Weber József: Kálnay Adél. Szindbád ismét elindul. Somogy. 23. évf. 1. sz. (január-február) 73. p.

#### 1996
- 13. Margittai Gábor: Szindbádia tornyai. Élet és Irodalom. 40. évf. 1. sz. (jan. 5.) 14. p.
- 14. Nyulasi Zsolt: Kőidő, életharc, álomvaló. Dunaújvárosi hírlap. 7. évf. 131. sz. (jún. 6.) 5. p.
- 15. Osztovits Ágnes: Nehéz vidékinek és nőnek lenni. (interjú) Magyar Nemzet. LIX. évf. 162. sz. (júl. 12.) 10. p.
- 16. Toót H. Zsolt: A törmelék teljessége. Polisz. 21. megjelenés. 1996. szeptember, 46-47. p.
- 17. Ez van! – irodalmi értesítő. Kálnay Adél: Kövek ideje című könyvéről Domokos Mátyással beszélget Liptay Katalin. Magyar Rádió. Bartók. 1996. okt. 14. (17.50.-18.00. óráig)
- 18. Bakonyi István: Az írói szemlélet tágulása. Árgus. 7. évf. 5. sz. (szept.-okt.) 71-72. p.
- 19. Egri Zsolt: Mesterkedések. Pannon Tükör. 1. évf. 6. sz. (nov.-dec.) 83. p.

#### 1997
- 20. Egy arc. Kálnay Adél író; szerk.-rip.: Szabó Éva, Magyarországi Petőfi Rádió. 1997. febr. 19. (13.15.-13.45. óráig)
- 21. Bodor Béla: Hazautazások, vörös postakocsi nélkül. Holmi. 9. évf. 3. sz. (márc.) 442-444. p.
- 22. Bokányi Péter: Érzések történetei. Életünk. 35. évf. 8. sz. (aug.) 847-849. p.
- 23. Nyulasi Zsolt: Távoli jelen és közeli múlt. Dunaújvárosi Hírlap. 8. évf. 254. sz. (okt. 31.) 5. p.
- 24. Kerékgyártó György: Provincia Nostra. Új Magyarország. 7. évf. 242. sz. (okt. 17.) 11. p.
- 25. Nyulasi Zsolt: Ilyen lehetne a miénk is... Dunaújvárosi Hírlap. 8. évf. 294. sz. (dec. 17.) 5. p.

#### 1998
- 26. Toót H. Zsolt: Meséivel minden korosztályt meg tud szólítani. (interjú) Vasárnapi Hírek. 14. évf. 16. sz. (ápr. 19.)

#### 1999
- 27. E. Szabó Márta: Beszélgetés Kálnay Adéllal a Cimbora című műsorban. MTV 1. 1999. április 17. (09.05.)
- 28. Nyulasi Zsolt: Fel kell dolgozni a sorsokat (interjú). Dunaújvárosi Hírlap. 10. évf. 100. sz. 1999. április 30. 8. p.
- 29. Nyulasi Zsolt: Hogy a sors elviselhetetlen és megörökítésre méltó. Dunaújvárosi Hírlap. 10. évf. 124. sz. 1999. máj. 31. 5. p.
- 30. Bakonyi István: Az elbeszélés líraisága. Könyvpiac. 9. évf. jún.-júl. 12. p.
- 31. P. Z.: Együtt a ringó fűben. Napi Magyarország. 3. évf. 128. sz. 1999. jún. 4. 13. p.
- 32. Helikon-Könyvjelző (Szerk.: Cselényi László). Duna Televízió. 1999. július 20. 18.20-18.40.
- 33. Pásztor Bertalan: A hétköznapok varázsa. Árgus. 10. évf. 4. sz. (júl.-aug.) 81-83. p.
- 34. Csontos János: Egy konzervatív írónő az ezredvégen. Magyar Nemzet. 62. évf. 216. sz. (szeptember 16.) 14. p.
- 35. tbzs.: Emlékek Hegymagasról. Napló (Veszprém megye napilapja). 55. évf. (okt. 5.) 8. p.
- 36. Bokányi Péter: Lehet szeretni. Életünk. 37. évf. 11-12. sz. (nov.-dec.) 1090-1092. p.

#### 2000
- 37. Farkas Katalin: Elrontott regényeink. Holmi. 12. évf. 1. sz. (jan.) 92-94. p.
- 38. Éjfél után... Szabó Évával. Beszélgetés Kálnay Adéllal új könyve megjelenése alkalmából. Petőfi Rádió. február 15. 24.00 (kb. 90. perc)
- 39. Margittai Gábor: Túlélők hagyatéka. Pannon Tükör. 5. évf. 2. sz. (márc.-ápr.) 73-75. p.
- 40. Pásztor Bertalan: A hétköznapok varázsa. Új Üzenet. Dunaújvárosi antológia. Dunaújváros. 2000, Dunatáj Kiadó. 206-209. p.

#### 2001
- 41. (tbzs): Hegymagas szerelmese. Napló. Veszprém megye napilapja. 57. évf. 4. sz. (jan. 5.) 9. p.
- 42. Kellei György: Egy régi kert nagy titkokkal. Napló. Veszprém megye napilapja. 57. évf. 42. sz. (febr. 19.) 7. p.
- 43. Pásztor Bertalan: Egy lírai leányregény. Árgus. 12. évf. 3. sz. (máj.-jún.) 70-71. p.
- 44. Pásztor Bertalan: Termékeny pillanat. Árgus. 12. évf. 3. sz. (máj.-jún.) 106-110. p.
- 45. Váradi Rita: Tanítónő, családanya és író. Ózdi Hírek. 4. évf. 22. sz. (aug. 3.) 4. p.
- 46. Bokányi Péter: Lehet szeretni. Diskurzusok mellett. Egy olvasó kalandjai a '90-es évek magyar irodalmában. Szombathely. 2001, Savaria University Press. 30-36. p.
- 47. Boldizsár Ildikó: Az emlékezés gyűrűje. Népszabadság. 59. évf. 260. sz. (nov. 8.) 10. p.

#### 2002
- 48. Józsa Zoltán. Katedra és toll. Népszabadság. 60. évf. sz. (júl. 16.) 25. p.
- 49. A mesés ember. Interjú Kálnay Adél írónővel. Balla Tibor. Dunaújvárosi Maraton. 7. évf. 25. sz. (aug. 8.) 4. p.
- 50. Történetek a szenvedésről. Hegymagasi látogatás Kálnay Adélnál. Kellei György. Veszprém Megyei Napló. 58. évf. 192. sz. (aug. 17.) 7. p.
- 51. Ez van ! – irodalmi értesítő. Törött tükör. Kálnay Adél könyvéről beszélget a szerzővel Bödő Anita. Bartók Rádió (szept. 4.) 19.20-19.30.
- 52. N. V.: Kálnay Adél: Törött tükör. Könyvhét. 6. évf. 20. sz. (okt. 17.) 21. p.
- 53. Szalay Zsolt: Kálnay Adél: Törött tükör. Szépirodalmi Figyelő. 1. évf. 4. sz. 75-76. p.
- 54. Írófaggató. Nádrai Valéria kérdezte Kálnay Adélt. Könyvhét 6. évf. 22. sz. (nov.) 16. p.

- 55. Cimbora. Duna Televízió (december 15.) 08.05. É. Szabó Márta beszélgetése Kálnay Adéllal

#### 2003
- 56. Pálinkás István. Laudációk előtti csendek… Dunaújvárosi Hírlap. 14. évf. 65. sz. (márc. 14.) 5. p.
- 57. Tál Gizella: Törött életek törött tükörben. Új Horizont. 31. évf. 3. sz. (máj.-jún.) 124-125. p.
- 58. Pásztor Bertalan: „Intenzív álmodó voltam. ” Beszélgetés Kálnay Adéllal. Árgus. 14. évf. 11. sz. (nov.) 43-45. p.

#### 2005
- 59. Kupi Hedvig: ”A bölcsőtől a bölcsességig” (szakdolgozat) Szegedi Tudományegyetem JGYTF Magyar Irodalom Tanszék. 41. p.

- 60. Bokányi Péter: Kálnay Adél. Novellisták könyve. Bp. 2005, Noran. 209. p.
- 61. Bakonyi István: Regény az esztelen öldöklés koráról. Árgus. 16. évf. 9. sz. (szept.) 91-93. p.
- 62. Kovács András: Háborús történet. Szépirodalmi Figyelő. 4. évf. 6. sz. (dec.)
- 63. Cs. A. (Csokonai Attila): Míg világ a világ. Könyvhét. 9. évf. 17-18. sz. 8. p.  101-103. p.
- 64. L. Ország Erzsébet: Beszélgetés Kálnay Adéllal. Ózdi Közélet. Téli Magazin. 3. évf. 51-52. sz. (dec. 16) 10-11. p.

#### 2006
- 65. (pirKo): Egy régi kertben tétován. (beszélgetés) Hét Nap. Közéleti hetilap. 3. évf. 33. sz. (okt. 10.) 5. p.
- 66. Balla Tibor: Kálnay Adél díja (beszélgetés) Dunaújvárosi Hírlap. 17. évf. 215. sz. (szept. 15.) 5. p.

#### 2007
- 67. Kellei György: Történeteim engem is tanítanak. (Hegymagasi látogatás Kálnay Adél írónál) Kellei György: Hárs a Tagore sétányon című kötetben, 161-164. p.
- 68. Shape magazin. Bölcsesség és harmónia (Körkérdés: Te hol keresed a boldogságot?) 2007. július. 31. p.

#### 2009
- 69. Horváth Klára: Adni szeretnék…Dunaújvárosi Maraton. 14. évf. 26. sz. (jún. 26.) 2. p.
- 70. Bakonyi István: Személyes hangon Kálnay Adél verseiről. Tempevölgy. 1. évf. 2. sz. (jún.) 89-90. p.

- 71. Fodor Endre: Utóirat, beszélgetés Kálnay Adéllal. DSTV. 2009. november
- 72. Madarász Imre: A vers, ami alászáll, hogy felemeljen. Tempevölgy. 1. évf. 4. sz. (dec.) 12. p.

#### 2010
- 73. Pekarek János: Megnyitnánk őket a tudás szeretetére. (interjú). Dunaújvárosi Hírlap. 21. évf. 25. sz. (jan. 30.) 7. p.
- 74. Szóládi Zoltán: „Nem kell ismernem célomat, mert célom ismer engem”(interjú) Petőfisek Hangja. 2. évf. 2. sz. (febr.) 1-2. p.
- 75. Gyalus Éva: „Mindannyiunkkal történnek csodák, talán csak nem vesszük észre őket” (interjú) Holnap Magazin. 1 évf. 5. sz. (júl.) 29-31. p.

### Egyéb feldolgozások

#### Magyar Rádió
- 1. Jelek a múló időben. (novella) 1993. június 15. 17.32. Petőfi. (13 perc)
- 2. Fénykép anyám kezében. (drámai monológ) 1995. november 12. 21.05. Kossuth (44 perc)
- 3. Függönyön innen és túl. (novella) 1996. július 12. 14.35. Kossuth. (20 perc)
- 4. Kérlelő. (prózavers) 1997. február 19. Petőfi. 13.15. (Elhangzott az Egy arc című műsorban.)
- 5. Régi időkről, illatokról. 1997. március 26. Bartók. 10.05-10.35.
- 6. Áldozat. 1997. március 26. Bartók. 10.05-10.35.
- 7. Fohász (ea.: a szerző) 2000. febr. 15. Petőfi. 24.00 (Éjfél után... Szabó Évával című műsorban)
- 8. Kérlelő (ea.: Csomós Mari) 2000. febr. 15. Petőfi. 24.00 (Éjfél után... Szabó Évával című műsorban)
- 9. Völgy (részlet, ea.: Szabó Éva) 2000. febr. 15. Petőfi. 24.00 (Éjfél után... Szabó Évával című műsorban)
- 10. Áldozat. 2000. aug. 1. Bartók. 19.45 (ism.)
- 11. Régi időkről, illatokról. 2000. aug. 1. Bartók. 19.45 (ism.)
- 12. Szedra (ea.: Lázár Kati) 2004. júl. 20. Bartók. 15.28-15.48.
- 13. Szedra (ea.: Lázár Kati) 2004. júl. 26. Bartók. 23.31-23.51 (ism.)
- 14. Függönyön innen és túl (ea.: Pálfy Margit) 2004. szept. 21. Petőfi. 21.40 (ism.)
- 15. Háborús történet (részlet, ea.: Mécs Károly) 2005. máj. 23. Kossuth. 11.35-11.55.
- 16. Régi kertben, tétován. Első közlés (ea.: Kulka János) 2007. febr. 6. 14.10. Kossuth.
- 17. Régi kertben, tétován. Első közlés (ea.: Kulka János) 2007. febr. 7. 10.05. Bartók (ism.) ORF 1 Radio Österreich 1
- 18. Nach Hause Finden (Hazatalálni) 1999. október 14. (19 perc) Dominó Rádió (Dunaújváros)
- 19. Fohász. (vers) 1996. január 6. 8.50.
- 20. Régi időkről, illatokról. 1996. március 17. 7.40.

#### MTV
- 1. Tündérek éneke. 1999. április 17. 09.05. Cimbora. MTV 1.
- 2. Otthon, édes otthon. (részlet) Velencétől Nagyamerikáig (Munkáskolóniák Ózdon) 2001. október. 17. 22.00. Duna Televízió
- 3. Egy füstszagú délután (részlet) Velencétől Nagyamerikáig (Munkáskolóniák Ózdon) 2001. október. 17. 22.00. Duna Televízió
- 4. Különös nyári nap. Verssor az utcazajban. (ea.: Nagy-Kálózy Eszter) 2007. febr. 24. M2. 20.05.
- 5. Régi kertben, tétován. Duna Televízió (rend.: Nagy Anikó, ea.: Varga Mária)
- 6. Az igazi ajándék. Duna Televízió. 2009. július 3. 16.30-17.00 (rend.: Sipos József) 30 perc
- 7. Valami emberi. Duna Televízió, 2010

#### Forgatókönyvek
- 1. Valahol Európában. (film Dunaújvárosról) 1977. kb. 10 perc

#### Színdarabok
- 1. Szivárványország (zenés mesejáték, zene: Ágoston Béla, rendező: Smuck Imre) Bartók Kamarszínház és Művészetek Háza. Bemutató: 2003. október 31. Megyejárás Nemzeti Színház Budapest. 2003.12.07.

## Díjak, elismerések
- Fiatal Művészek Klubja. Irodalmi Pályázat. 3. díj (1986)[1]
- Mecénás Kör díja. Dunaújváros (1993)
- Nemzeti Kulturális Alap. Írói ösztöndíj (1994)
- Madách Imre Irodalmi Pályázat. Dicsérő Oklevél (1995)[2]
- "Sör és derű" Irodalmi Pályázat. 1. díj (1995)[3]
- Élet és Irodalom. – WESTEL Novellapályázat. Emléklap. (Legjobb 13 novella) (1995)[4]
- Salvatore Quasimodo Költői Verseny. Elismerő Oklevél. (Legjobb 12 vers) (1995)[5]
- Ezredforduló Alapítvány. Az ifjúság felfedezése pályázat (1995)[6]
- Fekete István Irodalmi Társaság. Irodalmi Pályázat. 1. díj (1995)[7]
- Madách Imre Irodalmi Pályázat. Dicsérő Oklevél (1996)[8]
- MTI Press tárcapályázat. Különdíj (1997)[9]
- HOLMI novellapályázat. Jutalom (1997)[10]
- Önképünk az ezredfordulón. Magyar Napló pályázata. Középdíj (1998)[11]
- Greve-díj (írói munkásságért, 1999)
- Napstop. Hu. A Napút folyóirat novellapályázata. I. díj (1999)[12]
- Salvatore Quasimodo Költői Verseny. Elismerő Oklevél (Legjobb 12 vers) (1999)[13]
- Pro Cultura Intercisae díj (Írói munkásságért, 2000)
- Nemzeti Kulturális Alapprogram írói ösztöndíj (2000)
- A "Közösen a jövő munkahelyeiért" Alapítvány nívódíja (2000)[14]
- A Magyar Művészeti Akadémia 2000. évi millenniumi alkotóművészeti pályázata Arany Oklevél[15]
- Év könyve-díj 2000. [16] (2001)
- Wapoézis. Az Élet és Irodalom és a WESTEL pályázata. III. díj (2001)[17]
- MTI Press tárcapályázat – Különdíj (2002)[18]
- Magyar Rádió hangjátékpályázata – Különdíj (2002)[19]
- József Attila-díj (Írói munkásságért, 2003)
- Nemzeti Kulturális Alap ösztöndíj (2006)
- Salvatore Quasimodo Költőverseny Különdíj (2006)[20]
- Dunaújváros Oktatásügyéért díj (2006)
- Teleki Blanka díj (az esélyt teremtő pedagógusnak, 2008)
- Salvatore Quasimodo Költőverseny Elismerő Oklevél (2008)[21]
- Salvatore Quasimodo Költőverseny. Különdíj (2009)[22]
- MASZRE ösztöndíj (regényírásra, 2009)
- Karácsony Sándor díj (tanítói munkásságért, 2010)